# Auguste de Saint-Aignan
Pour les articles homonymes, voir Rousseau et Saint-Aignan.
Pour les autres membres de la famille, voir Famille Rousseau de Saint-Aignan.
Le "comte" Nicolas Auguste Marie Rousseau de Saint-Aignan, né à Nantes le 8 mars 1770 et mort à Paris le 21 mai 1858, est un militaire, diplomate et homme politique français.

## Biographie

### Origines familiales et jeunesse
Issu d’une famille de Bretagne, fils de Jean-Louis Rousseau, seigneur de Saint-Aignan, de La Forest, de Bessons, de Jasson et de Malnoë, et de son épouse, Marie-Louise de Pontual, et frère de Louis Rousseau de Saint-Aignan, il épouse Augustine-Amicie de Caulaincourt, fille du marquis Gabriel Louis de Caulaincourt. Ils seront les parents de Gabriel de Saint-Aignan et les beaux-parents du comte Auguste Arthur Beugnot et du baron Léonce Henri Vallet de Villeneuve (neveu de René Vallet de Villeneuve).
Auguste de Saint-Aignan entra comme aspirant dans la marine royale et devint, en 1784, officier d’artillerie.

### Pendant la période révolutionnaire
Destitué en 1792, arrêté comme suspect, il fut incarcéré pendant dix-huit mois et inscrit sur la liste des émigrés bien qu’il n’eût pas quitté la France. Il fut rendu à la liberté après la chute de Robespierre et travailla pendant quelque temps dans l’atelier de David. Il eut un disciple, Jacques-Henri Bernadin de Saint-Pierre.

### Sous le Consulat et l’Empire
Sous le Consulat, il fut obligé de reprendre du service dans l’armée. Nommé chef de bataillon en 1804, il passa, la même année, au grand état-major général comme chef d'escadron, fit la campagne de 1806, assista à la bataille d'Iéna et au siège de Magdebourg et fut ensuite chargé de plusieurs missions militaires. L’une d’elles avait pour but de faire connaître à Napoléon Ier la force et la composition de l’armée que la Russie dirigeait contre les Turcs. Il revint à temps pour prendre part à la bataille d'Eylau et à celle de Friedland, où il gagna la croix de la Légion d'honneur. 
Après la paix de Tilsit, il précéda Savary à Saint-Pétersbourg, fut fort bien accueilli par le tsar Alexandre Ier de Russie et ne fut rappelé qu’au moment de la rupture avec l’Autriche. Aide de camp de Berthier, il fut chargé, après les batailles d'Eckmühl et de Ratisbonne, de porter au roi de Bavière, Maximilien Ier, la nouvelle de la défaite des Autrichiens.
Nommé, après la bataille de Wagram, écuyer de Napoléon Ier et créé baron d'Empire (31 décembre 1809), il accompagna l’Empereur en Hollande en 1810 et, au moment où la guerre avec la Russie devenait imminente, fut nommé ministre plénipotentiaire près la cour de Saxe, auprès du roi Frédéric-Auguste Ier, avec pour mission de surveiller les agissements des petits princes allemands. Il y demeura trois ans. Lors de la campagne d'Allemagne de 1813, sa maison fut pillée et, après la bataille de Leipzig, il fut fait prisonnier à Gotha par les hussards prussiens du major Friedrich von Hellwig (de) et conduit au quartier général des Alliés. Il protesta contre cette violation du droit international et, par l’intervention de Metternich, qu’il connaissait, fut conduit à Toeplitz puis à Francfort où les Alliés lui confièrent des propositions de paix pour Napoléon. Cette mission échoua.
Il suivit Napoléon jusqu’à Fontainebleau et fut alors envoyé à Blois auprès de l’impératrice Marie-Louise pour l’informer des événements, puis il l’accompagna à Vienne.

### Sous la Restauration
Rentré en France, il fut destitué de ses grades et fonctions pour avoir refusé de prêter serment à la Restauration. Il entra alors dans la politique. Le 4 novembre 1820, il se présenta à la députation dans le 1er arrondissement électoral des Côtes-du-Nord (Saint-Brieuc) et échoua, mais il fut élu, le même jour, dans le 3e arrondissement électoral du même département (Guingamp), et réélu le 12 janvier 1829 dans le 2e arrondissement de la Loire-Inférieure (Pont-Rousseau). Il prit place dans l’opposition, vota contre la nouvelle loi électorale et, en mars 1830, signa l’adresse des 221.
Les élections du 23 juin 1830 ne lui furent pas favorables puisqu’il échoua dans l’arrondissement de Pont-Rousseau, mais il rentra à la Chambre des députés le 3 juillet comme député du grand collège de la Vendée.

### Sous la monarchie de Juillet
Après avoir pris part aux Trois Glorieuses, Saint-Aignan adhéra à la monarchie de Juillet et devint l’un des généraux de la garde nationale de Paris. Réélu le 5 juillet 1831 à la fois dans le 5e collège de la Loire-Inférieure (Chateaubriant) et dans le 6e collège du même département (Paimbœuf), il opta pour le second. 
À la fin de l’année 1831, il fut envoyé comme ministre plénipotentiaire de France en Suisse pour traiter de la résiliation des capitulations et mena cette mission à bonne fin. Il fut nommé pair de France le 11 septembre 1835. S’il ne prit que peu de part aux délibérations de la chambre haute, il s’y signala par son indépendance. La Révolution de 1848 mit un terme à sa carrière politique.

## Source
- « Auguste de Saint-Aignan », dans Adolphe Robert et Gaston Cougny, Dictionnaire des parlementaires français, Edgar Bourloton, 1889-1891 [détail de l’édition]